# كويفا باترلي
كويفا باترلي (بالإنجليزية: Caoimhe Butterly) (ويُنطق اسمها أيضًا: كِيفا. من مواليد 1978) ناشطة حقوقية أيرلندية ومعلِّمة ومُنتجة أفلام ومعالِجة، أنفقت من عمرها أكثر من 20 سنة على العدالة الإنسانية والاجتماعية في هايتي وغواتيمالا والمكسيك وفلسطين والعراق ولبنان، ومع مجتمعات اللاجئين في أوروبا.
وهي ناشطة للسلام، عملت مع مصابين بالإيدز في زيمبابوي ومشردين في نيويورك وجيش زاباتيستا في المكسيك، ومؤخرًا في الشرق الأوسط وهايتي. أثناء هجوم الجيش الإسرائيلي في جنين عام 2002، أطلق عليها جندي إسرائيلي النار، وقضت 16 يومًا في المجمَّع الذي كان محاصَرًا فيه ياسر عرفات في رام الله. عَدَّتها مجلة تايم ضمن «أوروبيِّي العام» في 2003، وفازت في 2016 بجائزة المجلس الأيرلندي -التي يقدمها لأفلام الحريات المدنية وحقوق الإنسان- لتغطيتها أزمة اللاجئين. كويفا داعية للسَّلامية، وعضو في حركة التضامن العالمية (منظمة ساعية إلى بدائل لاعُنفية للانتفاضة المسلحة، بِحَشد المجتمعات المدنية الدولية).

## حداثتها
وُلدت كويفا باترلي في دبلن، وكانت أمها إخصائية علاج عائلي، وكان أبوها خبيرًا اقتصاديًّا بالأمم المتحدة، وبسبب عمله انتقلت الأسرة من أيرلندا إلى زيمبابوي أثناء طفولة كويفا. وقد كبرت في كندا وموريشيوس وزيمبابوي، من جراء شغل والدها مع الأمم المتحدة. عملت مع «الحركة العمالية الكاثوليكية» في نيويورك، ثم انتقلت إلى أمريكا اللاتينية، وعاشت 3 أعوام مع المجتمعات الأصلية في غواتيمالا وولاية تشياباس المكسيكية. وعاشت أيضًا سنة في مخيم جنين للاجئين في الضفة الغربية. وزارت العراق مِرارًا، ومؤخرًا راحت إلى لبنان احتجاجًا أن يزورها رئيس الوزراء البريطاني توني بلير بعدما سمح للولايات المتحدة بإرسال شحنات القنابل عبر بلده إلى إسرائيل أثناء حرب لبنان في 2006.
نشأت في ثقافة أساسها «لاهوت التحرير» الذي قالت إنه «ألهمها جدًّا» الانخراط في مجال حقوق الإنسان. وتطوعت في سن المراهقة في دور رعاية مصابي الإيدز في زيمبابوي. وقالت إنها نما فيها شعور قوي بالمسؤولية وهي صغيرة: «طالما شعرت بحاجة، حاجة تَبلغ من شدّتها حد الألم، إلى الوقوف بوجه الظلم أينما كان». خرجت من المدرسة وهي في الثامنة عشرة، إذ أرادت الترحال، وبعد الثانوية توجهت إلى نيويورك، حيث قضت عامًا تعمل مع الحركة العمالية الكاثوليكية، التي أسستها دوروثي داي وبيتر مورين في 1933.

## النشاط الإنساني
بعد نيويورك انتقلت في 1998 إلى أمريكا اللاتينية، وعاشت 3 أعوام مع زاباتيستا والمجتمعات الأصلية في غواتيمالا وولاية تشياباس المكسيكية. ثم عملت مع اللاجئين والمجتمعات النازحة نزوحًا داخليًّا في الضفة الغربية وغزة والعراق ولبنان، وكان ضمن هذا العمل تطوُّعها مع خدمات الإسعاف بوصفها فنية طب طوارئ.
في 2001 صامت 10 أيام أمام وزارة الخارجية الأيرلندية، احتجاجًا على سماح الحكومة الأيرلندية للطائرات الحربية الأمريكية بالتزود بالوقود من مطار شانون في طريقها إلى أفغانستان.